# 85
| [ Edytuj tabelę ] |                         |
| Cesarz Chin       | - 75 Han Zhangdi 88     |
| Władca Korei      | - 53 T’aejodae 146      |
| Król Nabatei      | - 70 Rabel II Soter 106 |
| Papież            | - 79 Anaklet 91         |
| Król Partów       | - 78 Pakorus II 105     |
| Cesarz Rzymu      | - 81 Domicjan 96        |

Rok 85 / LXXXV
stulecia: I wiek p.n.e. ~
I wiek ~
II wiek

lata: 75 «
80 «
81 «
82 «
83 «
84 «
85
» 86
» 87
» 88
» 89
» 90
» 95

## Wydarzenia
- Europa
  - początek budowy limesu między dopływami Renu Kinzig i Winksbach (?)
  - wojna Rzymu z Dakami